# 濟州黑猪
濟州黑猪 (諺文:제주흑돼지) 是猪的品种之一，在韓國濟州特別自治道濟州市的保護種。

## 历史
濟州黑豬具有重要的歷史和學術意義，因為在《三國志魏書東夷傳》（285年）、《潭羅志》（1651-1653年）、《星湖僿說》（1681-1763年）和《海東繹史》（1823年）等舊文獻中記載了濟州島飼養的黑豬。
濟州黑豬的起源據說是2世紀至5世紀左右捕獲、馴養、飼養生活在漢拏山和田野的野豬。
濟州黑豬與濟州島的生活方式、民俗、服飾、住所、信仰等文化密切相關，具有優良的文化價值和地方價值。
濟州黑豬很好地適應了濟州島獨特的氣候和氣候，體質強健，抗病能力強，也具有與大陸不同的特徵。
1986年，濟州畜產振興院從濟州島購買了5頭本地豬，開始了純系繁殖項目，目前，透過濟州黑豬恢復計畫保存和管理的豬約有260頭，濟州島也瀕臨滅絕。國家遺傳資源，有必要將黑豬指定為天然紀念物並進行保護。
在濟州島，流行的濟州島風味東貝肉的吃法是將其浸在醇厚的鹽中，但現在更流行烤五花肉。1995年左右，帶有豬皮的濟州黑五花肉進入首爾並受到歡迎，成為「五花肉」菜單的起源。